# Jugosłowiańskie Wecze Narodowe
Jugosłowiańskie Wecze Narodowe (ros.  Югославянское национальное вече) – jugosłowiański najwyższy organ władzy podczas wojny domowej w Rosji
W czasie wojny domowej w Rosji ukształtowały się 2 jugosłowiańskie organy władzy po stronie białych: Jugosłowiańska Komisja przy Czechosłowackiej Radzie Ludowej i ośrodek skupiony wokół konsula serbskiego Milankovicia. W grudniu 1918 r. na jego bazie został powołany Tymczasowy Jugosłowiański Komitet Ludowy w Rosji jako najwyższy organ władzy nad wszystkimi Serbami, Chorwatami i Słoweńcami przebywającymi w Rosji. Pozostałe jugosłowiańskie organizacje polityczne uznano za nielegalne i działające w interesie Cesarstwa Austrii. W dniach 11-12 marca 1919 r., po wielomiesięcznych rozmowach, została ostatecznie powołana wspólna jugosłowiańska organizacja polityczna w Rosji pod nazwą Jugosłowiańskie Wecze Narodowe. 22 marca tego roku podporządkował mu się konsul Milanković, ogłaszając 25 marca zakończenie działalności Tymczasowego Jugosłowiańskiego Komitetu Ludowego w Rosji. To samo zrobili działacze Jugosłowiańskiej Komisji przy Czechosłowackiej Radzie Ludowej. Jugosłowiańskie Wecze Narodowe rozpoczęło działalność 4 kwietnia 1919 r. Podporządkowało się władzom Królestwa SHS. Na jego czele stanął Serb Božidar Jeremić, 1 zastępcą został Chorwat Ilia Ćavlina, 2 zastępcą – Słoweniec Frano Szusztersić, 3 zastępcą – Serb Konstantin Perić, sekretarzem – Chorwat Pajo (Pavle) Gregorić, skarbnikiem – Chorwat Ante Dobrovolni. Wydawano pismo "Jugoslavienskog ujedinienje", którego redaktorem był Serb prof. Mirko Jovanović. Z powodu ofensywy wojsk bolszewickich i klęsk oddziałów admirała Aleksandra W. Kołczaka Wecze nie zdołało rozwinąć szerszej działalności. Głównym zadaniem w takiej sytuacji stało się wywiezienie Jugosłowian z Rosji do ojczyzny. Zastanawiano się, czy ewakuować się z portów Dalekiego Wschodu drogą morską, czy lądem przez europejską część Rosji. Pojawił się jednak problem z odejściem jugosłowiańskich jednostek wojskowych z frontu. Kapitan Vladimir Pavković, dowódca Ochotniczego Pułku  Serbów, Chorwatów i Słoweńców im. Majora Blagoticia, broniącego Czelabińska i okolicznych obszarów, wystąpił do francuskiego komendanta alianckiej misji wojskowej na Syberii gen. Maurice'a Janina o podstawienie wagonów kolejowych w celu ewakuacji. Zabiegał też o wycofanie z frontu pozostałych jugosłowiańskich jednostek wojskowych. Generał M. Janin skierował go do miejscowego rosyjskiego dowódcy, który nie zgodził się na to. W takiej sytuacji kpt. V. Pavković wydzielił z pułku 3 oddziały po 100 żołnierzy, pluton karabinów maszynowych z 2 ciężkimi karabinami maszynowymi i szwadron kawalerii, liczący 60 ludzi. Na ich czele stanął kpt. 2 klasy Simunić. Zgrupowanie to pozostało na froncie pod Czelabińskiem, tracąc w ciężkich walkach dowódcę i kilku oficerów oraz ok. 150 ludzi. Pozostała część pułku zaczęła wycofywać się w kierunku wschodnim, pomimo braku zgody ze strony adm. A. W. Kołczaka. Wraz z odstępującymi wojskami białych wycofał się też konsul Milanković. Duża część jugosłowiańskich jednostek wojskowych dostała się jednak do niewoli bolszewickiej. Jugosłowianie przebywali w niej do 1921 r., kiedy umożliwiono im powrót do ojczyzny. Pozostałe oddziały, które dotarły do Władywostoku, ewakuowały się na statkach w sierpniu 1920 r.